# Катеринославка (Амурська область)
Катеринославка (рос. Екатеринославка) — село у Октябрському районі Амурської області Російської Федерації. Розташоване на території українського історичного та етнічного краю Зелений Клин.
Входить до складу муніципального утворення Єкатеринославська сільрада. Населення становить 9562 особи (2018).
Свою назву населений пункт одержав від переселенців з Катеринославської губернії (сучасна Дніпропетровська область).

## Географія
Розташовано на Зейсько-Буреїнській рівнині, за 120 км на схід від обласного центра — міста Благовєщенська, на березі річки Іванівки, що впадає у Зею.

### Клімат
| Клімат Катеринославки     | Клімат Катеринославки | Клімат Катеринославки | Клімат Катеринославки | Клімат Катеринославки | Клімат Катеринославки | Клімат Катеринославки | Клімат Катеринославки | Клімат Катеринославки | Клімат Катеринославки | Клімат Катеринославки | Клімат Катеринославки | Клімат Катеринославки | Клімат Катеринославки |
| Показник                  | Січ.                  | Лют.                  | Бер.                  | Квіт.                 | Трав.                 | Черв.                 | Лип.                  | Серп.                 | Вер.                  | Жовт.                 | Лист.                 | Груд.                 | Рік                   |
| Середній максимум, °C     | −20,4                 | −14,1                 | −3,3                  | 8,7                   | 17,6                  | 23,7                  | 26,0                  | 23,7                  | 17,4                  | 7,5                   | −7,1                  | −18,3                 | 5                     |
| Середня температура, °C   | −26,9                 | −21,6                 | −10,6                 | 2,5                   | 10,7                  | 17,2                  | 20,3                  | 18,1                  | 11,2                  | 1,3                   | −13,2                 | −24,2                 | −1                    |
| Середній мінімум, °C      | −33,3                 | −29                   | −17,9                 | −3,6                  | 3,9                   | 10,8                  | 14,7                  | 12,6                  | 5,0                   | −4,9                  | −19,2                 | −30,1                 | −7                    |
| Норма опадів, мм          | 6                     | 6                     | 11                    | 36                    | 55                    | 89                    | 140                   | 135                   | 81                    | 29                    | 16                    | 10                    | 614                   |
| ------------------------- | --------------------- | --------------------- | --------------------- | --------------------- | --------------------- | --------------------- | --------------------- | --------------------- | --------------------- | --------------------- | --------------------- | --------------------- | --------------------- |
| Джерело: climate-data.org |                       |                       |                       |                       |                       |                       |                       |                       |                       |                       |                       |                       |                       |

## Історія
У квітні 1893 кілька сімей переселенців з різних сіл і повітів Катеринославської губернії (ім'ям якої і було названо село) поїздом дісталися до станції Курган, звідки через Томськ до Сретенська їхали на конях. Від Сретенська до Благовєщенська пливли Шилкою та Амуром на плотах. Від Благовєщенська знову їхали на конях і 15 жовтня 1894 прибули на місце. Новосели рили землянки і в них жили до весни. За літо з'явилося 30 будинків.
З 20 жовтня 1932 року входить до складу новоутвореної Амурської області.
З 1957 р. — адміністративний центр Октябрського району, з 1964 р. — селище міського типу, у 1991 р. перетворено в сільський населений пункт.
З 1 січня 2006 року органом місцевого самоврядування є Єкатеринославська сільрада.

## Інфраструктура
На території села розташовані 3 загальноосвітніх школи, професійне училище, 4 дошкільних заклади, центр позашкільної роботи, школа мистецтв, будинок культури, сільський будинок культури «Тайговий», історико-краєзнавчий музей, 3 бібліотеки, поліклініка, 2 фельдшерсько-акушерських пункти, 5 аптек, 66 магазинів, кафе, ресторан, міжрайонний військовий комісаріат, 2 пекарні, пожежна частина, суд, районний відділ внутрішніх справ, будинок ветеранів, ВАТ «Жовтневий елеватор», залізнична станція Катеринославка Забайкальської залізниці.

## Населення
| 1901    | 1915  | 1939  | 1959  | 1970  | 1979  | 1989  |
| ------- | ----- | ----- | ----- | ----- | ----- | ----- |
| 525     | ↗1239 | ↗3686 | ↗4309 | ↗6921 | ↗8056 | ↗9197 |
| 2002    | 2010  | 2012  | 2013  | 2014  | 2015  | 2016  |
| ↗10 584 | ↘9723 | ↘9477 | ↗9549 | ↘9536 | ↘9478 | ↘9350 |
| 2017    | 2018  |       |       |       |       |       |
| ↗9383   | ↗9562 |       |       |       |       |       |